# Ігіла
Ігіла або Ігілл (д/н — після 279) — «король» бургундів. Ім'я перекладається як «Їжак».

## Життєпис
Став очільником бургундів близько 250 року. В цей час це плем'я мешкало між Одером і Віслою. Діяв спільно з вандалами. Але більш відомо про його похід проти Римської імперії. У 277 році під тиском племені гепідів з півночі рушив на південь. Того ж року атакував римську провінцію Рецію. Проти Ігіли виступив імператор Проб, який 278 року у подвійній битві на річці Лех (одна з них відбулася неподалік від сучасного Аусбурга) завдав поразки бургундам. Ігіла вимушений був здатися, а потім перейти на службу до Римської імперії. З частиною бургундів його було відправлено до Арморіки. Подальша доля невідома. Друга частина бургундів рушила до річки Майн.